# Iwan Bachar
Iwan Wasilewicz Bachar (biał. Іван Васілевіч Бахар, ur. 10 lipca 1998 w Mińsku) – białoruski piłkarz grający na pozycji napastnika lub lewego i prawego skrzydłowego w białoruskim klubie Dynama Mińsk i reprezentacji Białorusi.